# Astenosfera
Astenosfêra (grško asthenos < a - ne + sthenos - močan, komponirana grščina slaboten) je področje Zemlje v pasu 100-200 km pod površjem, lahko pa sega celo do 400 km pod površje. To je plastični židki pas zgornjega dela plašča. Leži pod litosfero, ki sodeluje pri tektoniki plošč. Kljub vročini jo tlak ohranja plastično, ima pa relativno majhno gostoto. Seizmični valovi se upočasnijo ob prehodu; zaradi plastičnosti medija prečkajo astenosfero relativno počasi, zato jo imenujemo tudi cona nizke hitrosti.
Pod relativno tankimi oceanskimi ploščami se približa dnu na samo nekaj kilometrov.
Na vrhnjem delu astenosfere plavajo tektonske plošče. Zaradi visokega tlaka in visokih temperatur postane kamnina duktilna, tako da so deformacije in premiki dovolj veliki, da jih merimo v cm/leto. Na ta način plovejo tektonske plošče kot pri konvekcijskem toku in pri tem žarčijo toploto notranjosti Zemlje. Nad astenosfero se kamnina zaradi velikih deformacij obnaša elastično, včasih poka in tako nastajajo geološke prelomnice. Trdna litosfera »plava« oziroma se premika na počasnem toku astenosfere, pri tem pa povzroča premike skorjinih plošč, kot jih razlaga teorija tektonike plošč.
V navzočnost astenosfere so sumili že leta 1926, dokazali pa so jo ob velikem čilskem potresu leta 1960.